# Tyburn Brook
Tyburn Brook är ett vattendrag i Storbritannien.   Det ligger i grevskapet Greater London och riksdelen England, i den södra delen av landet.